# Peliosanthes macrostegia
Peliosanthes macrostegia là một loài thực vật có hoa trong họ Măng tây. Loài này được Hance mô tả khoa học đầu tiên năm 1885.